# Бай-Су
Бай-Су (також Західний Тонас, крим. Bay Suv, Бай Сув) — річка в Україні, у Білогірському районі Автономної Республіки Крим. Ліва притока Тонас, (басейн Азовського моря).

## Опис
Довжина річки 7,2 км, площа басейну водозбору 9,1 км²[джерело?], найкоротша відстань між витоком і гирлом — 6,05  км, коефіцієнт звивистості річки — 1,19. Формується багатьма безіменними струмками та загатами.

## Розташування
Бере початок на південно-західних схилах гори Топарчих-Кир (1011,5 м). Тече переважно на північний схід і у селі Красноселівка (Білогірський район) (до 1945 року — Єні-Сала, крим. Yeñi Sala, рос. Красносёловка)  впадає у річку Тонас, праву притоку Біюк-Карасу.

## Цікавий факт
- На лівому березі річки розташовані печери Бояришникова та Карани-Хаби[1].